# Marlon Garnett
Marlon Errol Garnett (Los Angeles, 3 luglio 1975) è un allenatore di pallacanestro ed ex cestista statunitense naturalizzato beliziano, professionista nella NBA, in Europa e in Asia.

## Palmarès
- Coppa Italia: 1

Pall. Treviso: 2005